# ツーク湖

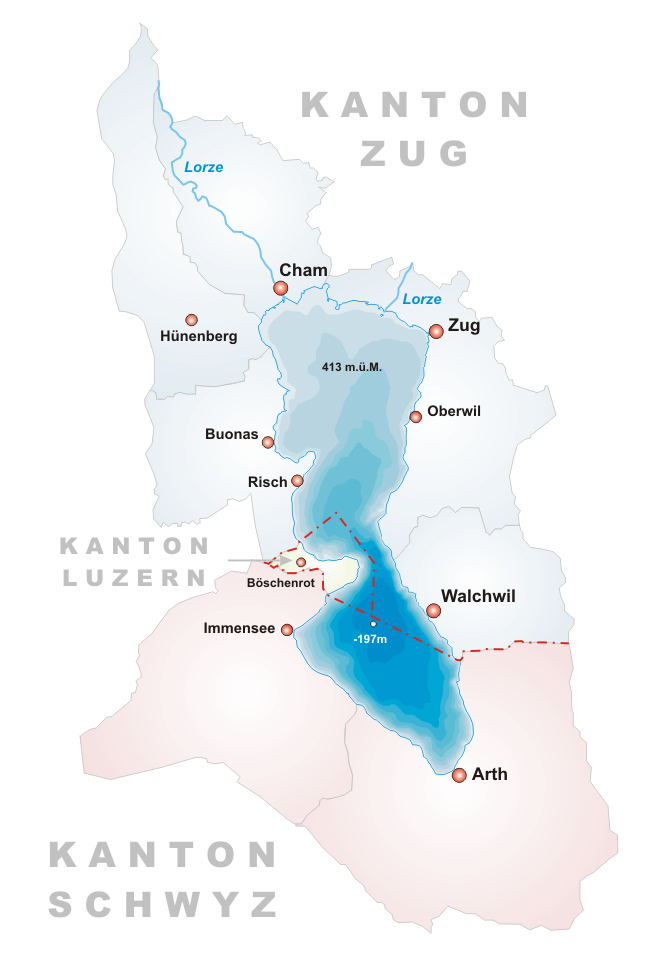
ツーク湖の位置

ツーク湖 （ドイツ語: Zugersee）は、スイス・ベルン州の湖。en:Brunnen平野にあるルツェルン湖の北側に位置し、かつて2つの湖は繋がっていたと考えられている。湖はツーク州、シュヴィーツ州、ルツェルン州にまたがっているが、その大部分はツーク州にある。
湖ではカワカマス (en:Esox) やコイを含む多くの魚が獲れる。固有種のシロマス、アルベリ(Coregonus zugensis)が特に有名である。しかし、農地からの雨水の影響により、ツーク湖はスイスで最も汚れている湖の一つと考えられている。